# ريتشارد شروك
ريتشارد شروك (بالإنجليزية: Richard R. Schrock) هو كيميائي أمريكي ولد في 4 يناير 1945 بولاية إنديانا.
تخرج في جامعة كاليفورنيا في ريفرسايد سنة 1967، وحصل على درجة الدكتوراه من جامعة هارفرد سنة 1971، ثم التحق بجامعة كامبردج عامي 1971 و1972 لإجراء دراسات ما بعد الدكتوراه. وفي سنة 1975 التحق بمعهد تكنولوجيا ماساتشوستس وأصبح بوفسورا فيه سنة 1980.
تحصل في سنة 2005 على جائزة نوبل في الكيمياء مع الفرنسي إيف شوفان والأمريكي روبرت غرابز لتطويرهم طريقة التفاعل الكيميائي في التركيبات العضوية, على حسلب قول لجنة نوبل.وأوضحت اللجنة «الفائزين بجائزة نوبل للكيمياء هذه السنة جعلوا من التفاعل الكيميائي أحد أهم التفاعلات في التركيبات العضوية. وقد وفر ذلك فرصا رائعة لإنتاج الكثير من الجزيئات في مجال صناعة الادوية على سبيل المثال».

## روابط خارجية
- ريتشارد شروك على موقع الموسوعة البريطانية (الإنجليزية)
- ريتشارد شروك على موقع مونزينجر (الألمانية)
- ريتشارد شروك على موقع إن إن دي بي (الإنجليزية)